# Capillamentum nigrofasciatum
Capillamentum nigrofasciatum is een vlinder uit de familie uilen (Noctuidae). De wetenschappelijke naam van deze soort is voor het eerst geldig gepubliceerd in 1956 door Pinhey.
De soort komt voor in tropisch Afrika.